# 奥山義章
奥山 義章（おくやま ぎしょう/よしあき、嘉永3年11月29日〈1851年1月1日〉 - 明治45年〈1912年〉7月5日）は日本の軍人、歩兵大佐。大日本帝国の第4軍の歩兵大佐として活躍した後、郷里の教育にも力を尽くした。別称は義章（ぎしょう）。位階は正五位。

## 生涯
嘉永3年（1851年）に、愛媛県の吉田町に生まれる。
明治5年（1872年）に、東京に出て陸軍教導団に入る。その後の明治12年（1879年）に、選ばれて陸軍戸山学校に入学。明治25年（1892年）には、陸軍少佐に任ぜられる。明治27年（1894年）に、日清戦争に出征し、満洲国で戦う。その後、功績から、明治36年（1903年）大阪の司令官に補せられ、大佐に任命されたが、後に後備役に編入させられた。しかし、翌年の明治37年（1904年）の日露戦争に再び出征。第4軍の歩兵大佐に任命された。また、戦後、義章の功績から、少将にも任命された。明治42年（1909年）に、大日本帝国陸軍を退役。
郷里に帰り、教育家として活躍。3年後の明治45年（1912年）に、病により逝去。

## 略歴
- 1851年1月1日 - 愛媛県 北宇和郡吉田町に生まれる。
- 1872年 - 陸軍教導団に入隊。
- 1879年 - 陸軍戸山学校に入学。
- 1892年 - 陸軍少佐に任命。
- 1894年 - 日清戦争に出征。満洲国で戦う
- 1903年 - 司令官に補せられるも、後に後備役に編入。
- 1904年 - 日露戦争に出征。その後、歩兵大佐に任命
- 1904年 - 少将に任命。
- 1909年 - 大日本帝国陸軍を退役。後に教育家として活躍。
- 1912年 - 病により逝去。